# Evangelische Kirche Rheineck

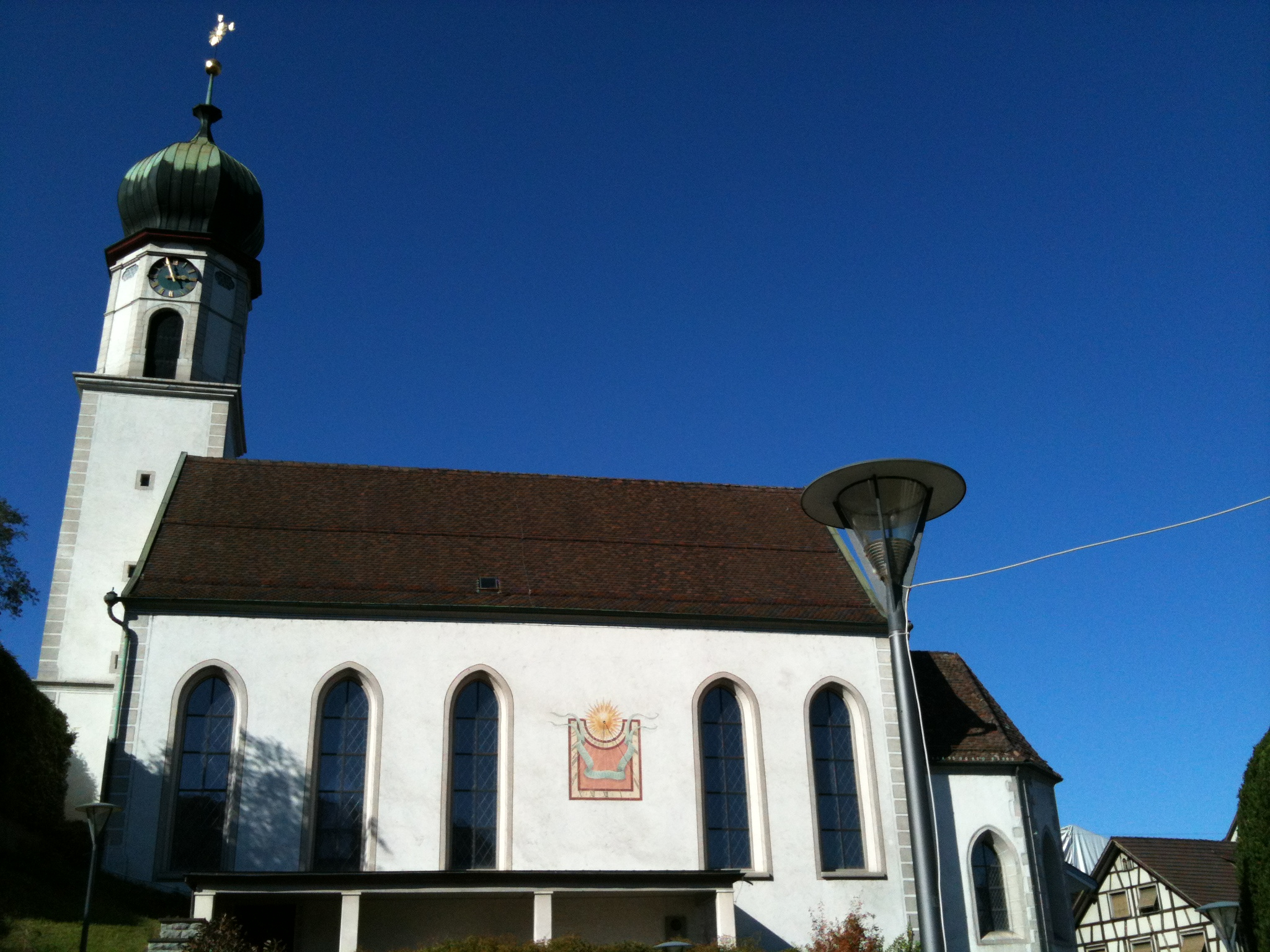
Aussenansicht

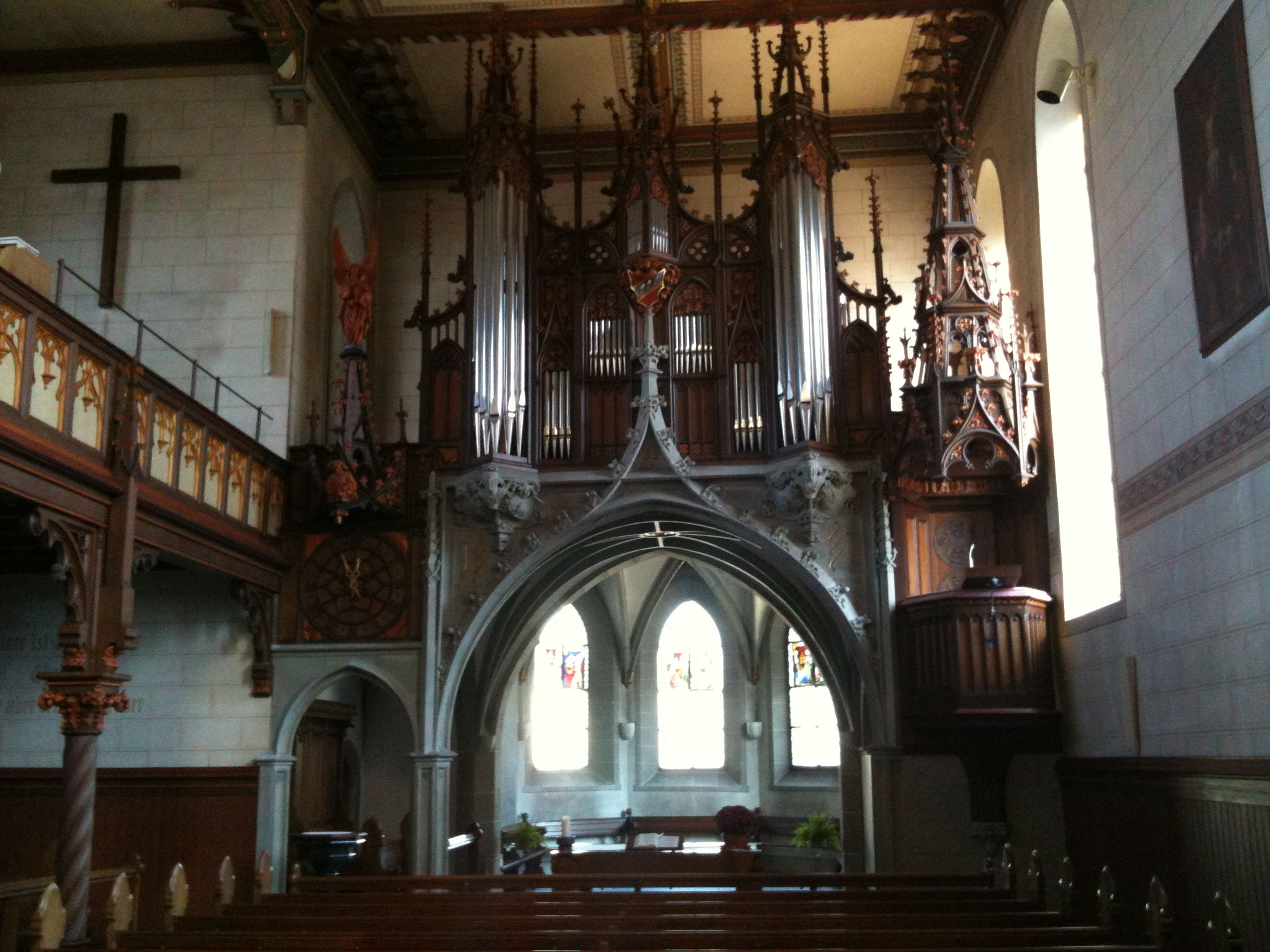
Innenansicht, Blick auf Chor, Orgel und Kanzel

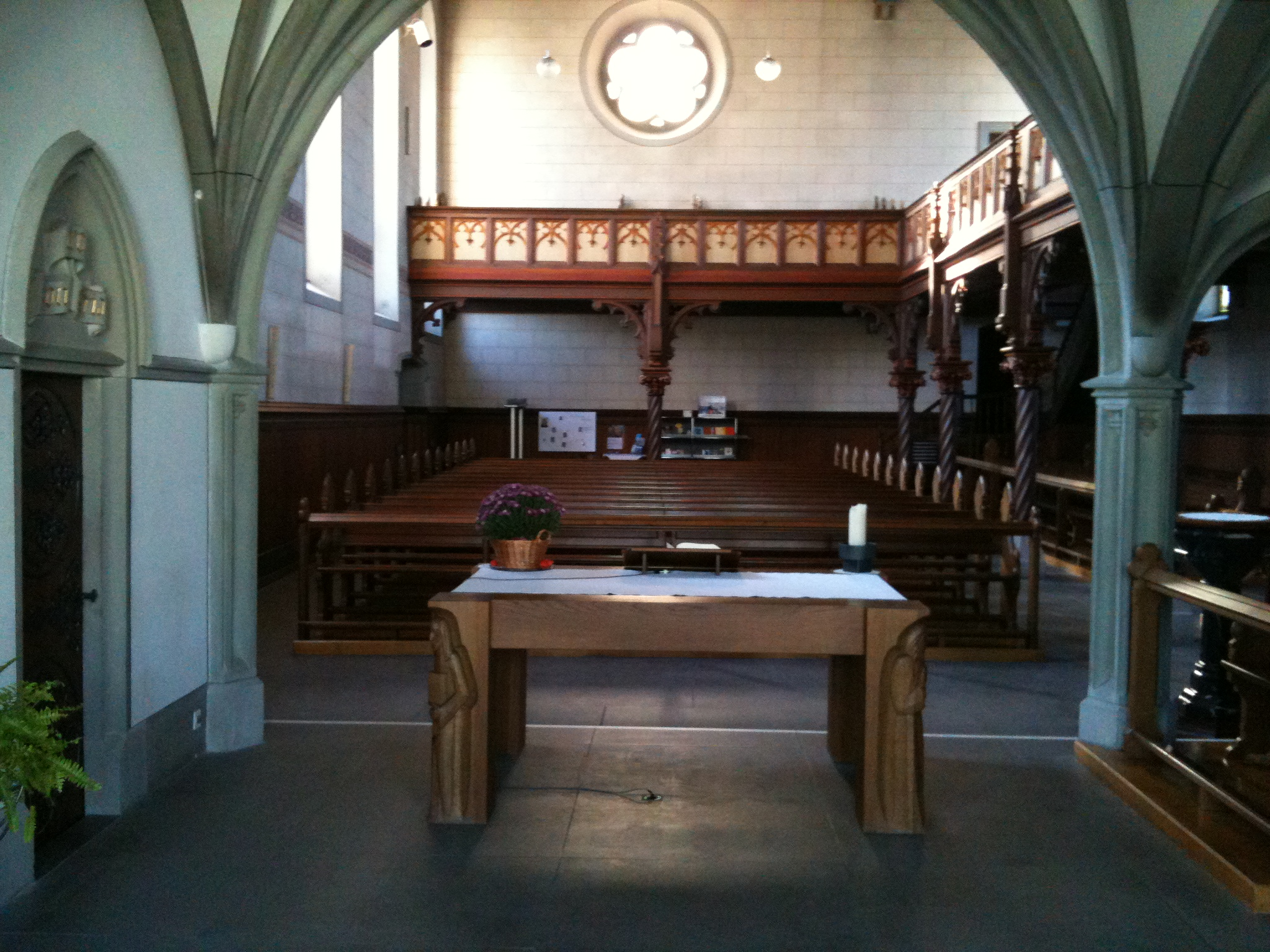
Blick aus dem Chor in das Kirchenschiff

Die Evangelische Kirche Rheineck ist ein evangelisch-reformiertes Gotteshaus in Rheineck im Kanton St. Gallen. Sie liegt linksrheinisch am Aufstieg zum Burghügel oberhalb der Altstadt.

## Geschichte und Ausstattung

### Gründung
Das Datum einer ersturkundlichen Bezeugung ist nicht gesichert, wird aber im Frühmittelalter vermutet. Die Kirche stand unter dem Patrozinium des heiligen Jakobus.
Das Bauwerk schliesst die Altstadt nach Südwesten hin ab. Ursprünglich wird die Kirche auch mit dem Obertor verbunden gewesen sein, das im 19. Jahrhundert abgebrochen wurde.

### Neuzeit
1519, noch vor der Reformation, fand ein spätgotisch inspirierter Neubau statt. Noch heute zeugt davon der vergrösserte Chor.
Die Barockzeit brachte 1722 bauliche Anpassungen, die sich insbesondere im oktogonalen  Aufsatz des Kirchturms und der Zwiebelkuppel niederschlugen. Im späten 19. Jahrhundert wurde ein neugotischer Lettner eingebaut.
Letztmals restauriert wurde die Kirche in den Jahren 1980/81.

## William Wolfensberger
In den Schlussjahren des Ersten Weltkriegs bis zu seinem Tod 1918 wirkte an der Kirche William Wolfensberger. Im Pfarrhaus, das bei der Kirche liegt, befindet sich das William-Wolfensberger-Archiv für wissenschaftliche Studien.